# Tortella somaliae
Tortella somaliae är en bladmossart som beskrevs av Richard Henry Zander 1993. Tortella somaliae ingår i släktet kalkmossor, och familjen Pottiaceae. Inga underarter finns listade i Catalogue of Life.